# Gongduk jezik
Gongduk jezik (ISO 639-3: goe; gongdubikha), jezik naroda Gongduk iz istočnog Butana u distriktu Mongar. Pripada tibetanskoj skupini jezika. Govori ga oko 2 100 jezika (2006).
Gongduki su jedna od najstarijih populacija Butana, a njihov jezik kao ni lhokpu [lhp] nije podklasificiran nijednoj drugoj užoj tibetanskoj podskupini. Svoj jezik nazivaju gongdukpa ’ang.

## Vanjske poveznice
- Ethnologue (14th)
- Ethnologue (15th)